# 华蜂巢菌属
华蜂巢菌属（学名：Sinofavus）是锤舌菌纲下的一个属。目和科的地位未定。

## 下属物种
本属包括以下物种：
- 杆孢华蜂巢菌 Sinofavus allantosporus W.Y.Zhuang & T.Bau